# Rehor Uram Podtatranský
Rehor Uram Podtatranský občanským jménem Gregor Uram (12. březen 1846 Mikulášský Hušták, Rakouské císařství – 8 září 1924 Košice) byl slovenský národní buditel, učitel, redaktor, spisovatel, básník, prozaik, dramatik, publicista, folklórista, překladatel a varhaník.

## Životopis
Narodil se v rodině Jána Urama (1808–1854) kožešnického mistra a Terézie roz. Antoškové. Měl pět sourozenců: Jozefa (1844), Žofii Horáčkovou (1848), Jána (1850–1858), Karola (1852–1938) a Jozefa (1855–1890).
Když měl 13 let matka si vypůjčila od církve 40 zlatých a vyprovodila ho ke studiu do Banské Štiavnice. Na Evangelickém lyceu v Banské Štiavnici studoval mezi lety 1859–1867. V roce 1868 studoval na lékařské fakultě univerzity ve Vídni, ale studium nedokončil, kvůli nedostatku peněz. V roce 1872 na učitelské přípravce v Kláštore pod Znievom složil zkoušky na učitele. Jako učitel působil v Liptovském Mikuláši od roku 1867. V roce 1912 byl penzionován. Od roku 1920 žil v Košicích.
Jako redaktor působil v Národných novinách, kde psal články, recenze, překlady, přispíval i svou tvorbou – poezií, prózou. Přispíval do časopisu Dom a škola, do dětských časopisů: Včelka, Priatelia dietok, Noviny malých a Zornička. Přispíval do časopisu Dětské květiny, který byl později přejmenován na Dětský máj. Jeho tvorba kromě časopisů vycházela i v kalendářích. Autorsky se podílel na tvorbě učebnic, slabikářů a čítanek. Byl překladatelem divadelních her z maďarštiny, které překládal pro divadelní ochotníky. V letech 1894–1896 přispíval do Slovenských pohľadov literárně-historickými články v rubrice Zemianski veršovníci slovenskí.
Od roku 1898 působil jako tajemník v nakladatelském a knihkupeckém spolku Tranoscius. Používal pseudonymy: Mura, Podtatranský, Stránan, Žalostin, Drahotín, Národovec, Wážský.
Zemřel ve věku 78 let, dne 8. září 1924 v Košicích.

### Rodina
R. 1873 se oženil s Ludmilou Scholtzovou, narodily se jim čtyři děti: Ján (1883–1958), Jozef (1885–1944), Maria Poloncová (1887) a Anna Marendiaková (1889–1968). Syn Jozef se podepsal pod Martinskou deklaraci. Jako lékař provedl v dubnu 1919, spolu s týmem chirurgů, operaci slepého střeva (nejstarší zaznamenanou operaci v nemocnici Louisa Pasteura v Košicích).

### Památník
Pamětní deska se nachází v Košicích na obytném domě na Štefánikově ulici 4–6, deska byla umístěna vedle vchodu číslo 4. Bytový dům byl zapsán jako Národní kulturní památka od roku 1963. Pamětní desku odhalila v roce 1928 Matice slovenská, která ji také nechala zhotovit. Autorem díla byl akademický sochař Frico Motoška. Na desce je reliéf Urama Podtatranského, košický Dóm sv. Alžběty, lipová ratolest, kniha a text: „SLOVENSKÝ UČITEL A SPISOVATEL REHOR URAM PODTATRANSKÝ 1864–1924“.

## Dílo

### Próza
- Srbský junák (1893)
- V zajatí (1893), historický román, podtitul: historicko-romantický obraz z hôr Kavkazu
- Sedmoro rozpoviedok (1894), vytlačil Ján Bežo a spol. v Senici
- Striga (1907), dejohra v piatich dejstvách. Tlačou a nákladom Klimeša a Pivku v Liptovskom Sv. Mikuláši.
- Poviestky (1908)
- Pijan gazda, alebo, Opilci dědictví království Božího nedojdou, (1925), Tranoscius, Liptovský Sv. Mikuláš.